# Clobetasol
Clobetasolpropionaat (op de markt onder andere onder de merknaam Dermovate) is een geneesmiddel uit de geneesmiddelengroep corticosteroïden dat voornamelijk wordt gebruikt als kortetermijnbehandeling van resistente dermatosen, zoals psoriasis of eczeem. Het is een zeer sterk werkend dermatocorticosteroïde (klasse IV). Clobetasolpropionaat wordt op de markt gebracht als lotion, hydrogel, crème, vetcrème en zalf in de sterkte 0,05%. Een nadeel van (sterk werkende) dermatocorticosteroïden is dat het in de huid bij langduriger gebruik (dit kan al na twee weken dagelijks gebruik) irreversibele veranderingen kan veroorzaken zoals lokale atrofie, teleangiëctasieën en striae. Het wordt daarom voorbehouden voor een korte behandelingsduur en wordt in het algemeen alleen door dermatologen voorgeschreven op strikte indicatie. Niet te verwarren met clobetasoN, een minder sterk werkend corticosteroïde (klasse 2).